# Паранормальний Веллінгтон
Паранормальний Веллінгтон — новозеландський комедійний телесеріал жахів, який вперше вийшов в ефір 11 липня 2018 року на TVNZ 2. Серіал є спін-оффом фільму 2014 року «Що ми робимо у тінях» та першого телесеріалу у франшизі. Його головні герої — офіцери Міноуг і О'Лірі — вперше з'явилися у фільмі як пара недопитливих поліціянтів.

## Виробництво
Серіал був створений Тайкою Вайтіті, Джемейн Клементом і Полом Єйтсом на основі персонажів фільму «Що ми робимо в тіні» Клемента і Вайтіті. Вайтіті та Клемент були виконавчими продюсерами серіалу, а Клемент режисерував чотири з шести епізодів у першому сезоні. Серіал було продовжено на другий сезон з 13 епізодів, який транслювався починаючи з 16 жовтня 2019 року в розмірі 6 епізодів.
19 грудня 2019 року вийшов спеціальний різдвяний випуск, а решта шість епізодів транслювалися як продовження другого сезону. Між спеціальною серією та третім сезоном вийшов цифровий вебсеріал із шістнадцяти епізодів, який поліція Нової Зеландії створила для інформування громадськості про здоров'я та безпеку під час пандемії COVID-19 під назвою «Важливі повідомлення про COVID-19 із Веллінгтонського паранормального явища». Він вийшов в ефір 26 березня 2020 року, в ньому знялися Ендрю Костер і Кларк Гейфорд. Головні герої телесеріалу також з'явилися у відео 2018 року про приймання на роботу в поліцію Нової Зеландії та чотирьох відеороликах кампанії безпеки поліції 2018 року. Прем'єра третього сезону відбулася 24 лютого 2021 року.
У червні 2021 року Джемейн Клемент заявила, що четвертий сезон перебуває на стадії постпродакшну, додавши: «Ми зупиняємося на [Паранормальний Веллінгтон], ми не впевнені, що повернемося до п'ятого [сезону]», обговорюючи новий серіал, який він і Вайтіті розробляли. Прем'єра четвертого сезону відбулася 16 лютого 2022 року після попереднього огляду, де підтверджено, що це буде останній сезон.

## Акторський склад

### Головний
- Майк Міноуг в ролі офіцера Кайл Міноуг
- Карен О'Лірі в ролі офіцерки Лірі О'Лірі
- Маака Похату в ролі сержанта Руавай Маака
- Том Сейнсбері в ролі констебля Паркер (серія 4, повторюваний серії 1–3)

### Повторюваний
- Лінда Топп у ролі місис О'Лірі

### Гості
- Корі Гонсалес-Макуер у ролі Ніка
- Джемейн Клемент — голос Мобота
- Ріс Дарбі в ролі Антона
- Джош Томсон в ролі Сатани

## Епізоди
| Сезон       | Епізоди     | Епізоди     | Оригінальний показ | Оригінальний показ |
| Сезон       | Епізоди     | Епізоди     | Перший показ       | Останній показ     |
| ----------- | ----------- | ----------- | ------------------ | ------------------ |
| 1           | 6           | 6           | 11 липня 2018      | 15 серпня 2018     |
| 2           | 6           | 6           | 16 жовтня 2019     | 20 листопада 2019  |
| Спеціальний | Спеціальний | Спеціальний | 19 грудня 2019     | 19 грудня 2019     |
| 3           | 6           | 6           | 24 лютого 2021     | 31 березня 2021    |
| 4           | 6           | 6           | 16 лютого 2022     | 23 березня 2022    |

### Сезон 1 (2018)
| № серії (загалом) | № серії (в сезоні) | Назва серії                     | Режисер(и)      | Сценарист(и)                 | Оригінальна дата показу |
| --- | ------------------ | ------------------------------- | --------------- | ---------------------------- | ----------------------- |
| 1 | 1                  | «Дівчина-демон»                 | Джемейн Клемент | Джемейн Клемент та Пол Йейтс | 11 липня 2018           |
| Офіцери поліції Веллінгтона Міноуг і О'Лірі стикаються з молодою дівчиною, яка блює в торговому центрі Cuba Mall і заявляє, що вона Базу'ал з Нечестивого Царства. Дівчину забирають на станцію, де вона лізе по стінах, як павук, і втікає. Сержант Маака залучає Міноуг і О'Лірі до свого нового підрозділу паранормальних явищ і доручає їм розслідувати дивні явища в Веллінгтоні та його околицях. Переслідуючи Базу'ала, який стрибає між членами сім'ї дівчини, Міноуг і О'Лірі проводять екзорцизм, щоб завадити демону відкрити пекельну пащу у фонтані Бакет. |                    |                                 |                 |                              |                         |
| 2 | 2                  | «Копівські кола»                | Джемейн Клемент | Мелані Брейсуелл             | 18 липня 2018           |
| Сержант Маака відправляє Міноуг і О'Лірі на ферму для розслідування інциденту, коли корова опинилася на верхівці високого дерева, де він підозрює, що у цьому винні інопланетяни. Офіцери розмовляють із фермером та членами його родини, які дивно схожі, і знаходять на полях кола і насіннєві коробочки. З настанням ночі поліцію переслідують рослинні інопланетні форми життя, але їм вдається замкнути їх у сараї. Поки вони описують події ночі знімальній групі документального фільму, створені інопланетні клони поліцейських виходять із сараю та тікають геть. |                    |                                 |                 |                              |                         |
| 3 | 3                  | «Речі, які роблять удари вночі» | Джекі ван Бік   | Нік Ворд                     | 25 липня 2018           |
| Міноуг і О'Лірі відповідають на скаргу на шум у Хандалла, де вони знаходять кімнату, де, здається, у розпалі вечірка у тематиці 1970-х років. Коли О'Лірі вимикає програвач, відвідувачі вечірки зникають. Сержант Маака підозрює, що винні привиди, і викликає медіума, Хлою Паттерсон, щоб спробувати з ними поспілкуватися. Офіцери зустрічають декількох привидів у будинку, які, як вони виявляють, є привидами людей, які померли на вечірці, яку влаштував Реймонд Сент-Джон, відомий як «Король вечірок», у 1970-х роках. Поліціянти переконують Сент-Джона, який заволодів Хлоєю Паттерсон, звільнити її та дозволити своїм гостям піти в загробне життя. Однак Сент-Джону вдається уникати їх завдяки своїй примарній формі. |                    |                                 |                 |                              |                         |
| 4 | 4                  | «Вовчиця з вулиці Курімарама»   | Джекі ван Бік   | Джессіка Генселл             | 1 серпня 2018           |
| Коли розносник піци стверджує, що на нього напав «собака в джинсах», Міноуг і О’Лірі йдуть по сліду руйнувань і зниклих домашніх тварин до дезорієнтованої молодої жінки, на ім'я Шина. Коли вони везуть її додому, з-за хмар виходить повний місяць, і Шина перетворюється на перевертня. Коли Шина повертається до людської форми, вона розуміє, що її колишній хлопець Діон (один зі зграї перевертнів із «Що ми робимо в тіні») заразив її своїм станом. |                    |                                 |                 |                              |                         |
| 5 | 5                  | «Звичайна ніч»                  | Джемейн Клемент | Сем Сміт                     | 8 серпня 2018           |
| Міноуг і О’Лірі стикаються з серією таємничих подій — плаваючим поліетиленовим пакетом, явними крадіжками пакетів з кров’ю з лікарні Веллінгтона, дивними жертвоприношеннями в парку міста та групою злих клоунів у крихітному автомобілі. Крім злого клоуна, спільним основним елементом подій є Нік (новоспечений вампір із «Що ми робимо в тіні»), який продає нелегальну крадену кров зі своєї роботи в лікарні Веллінгтона іншим місцевим вампірам. Зрештою, Нік змушує їх забути про все, що коли-небудь було. |                    |                                 |                 |                              |                         |
| 6 | 6                  | «Зомбі-копи»                    | Джемейн Клемент | Джемейн Клемент і Пол Йейтс  | 15 серпня 2018          |
| Двоє колег-офіцерів поліції Веллінгтона, Донован і Лаупепе, були укушені зомбі в поліційній кімнаті для допитів, а пізніше вони вийшли на патрулювання, що призвело до серії нещасних випадків. Врешті відділ паранормальних явищ розпізнає ситуацію та намагається запобігти поширенню зомбі-вірусу, знешкодивши поліціянтів-зомбі, які тим часом покусали працівника швидкого харчування та водія. На щастя, зомбі виявилися чутливими до радіохвильового контролю, і незабаром вони передані під варту своїх колег. Донован і Лаупепе перепризначені на службу в офісі. |                    |                                 |                 |                              |                         |

### Спеціальний різдвяний випуск (2019)
| № серії (загалом) | Назва серії            | Режисер(и)  | Сценарист(и) | Оригінальна дата показу |
| --- | ---------------------- | ----------- | ------------ | ----------------------- |
| 13 | «Спеціально на Різдво» | Дін Хьюісон | Пол Йейтс    | 19 грудня 2019          |
| Міноуг і О'Лірі реагують на кілька надприродних інцидентів напередодні Різдва, наприклад, Сатану, який бере на себе роль Санти в торговому центрі через помилку консультанта, який найняв Сатану замість Санти; зникає м'ясо під час барбекю, одержима демоном лялька, яка тероризує сім'ю, і фотокопіювальний апарат, який утворює вихор. Після цих пригод Міноуг і О'Лірі дарують сержанту Мааці м'яку іграшку як різдвяний подарунок. |                        |             |              |                         |

### Сезон 3 (2021)
| № серії (загалом) | № серії (в сезоні) | Назва серії       | Режисер(и)      | Сценарист(и)         | Оригінальна дата показу |
| --- | ------------------ | ----------------- | --------------- | -------------------- | ----------------------- |
| 14 | 1                  | «Невидимий демон» | Тім ван Даммен  | Нік Ворд             | 24 лютого 2021          |
| Після виклику на таємниче вторгнення в будинок без видимих ознак проникнення, Міноуг і О'Лірі вдається заарештувати невидиму сутність і доставити її на допит. Сутність виявляється великою істотою з багатьма щупальцями. Попри зусилля Міноуг, О'Лірі, сержанта Мааки та констебля Паркера, істоті вдається втекти з-під варти поліції. Нарешті Міноуг і О'Лірі відстежують істоту до дому, який вони відвідали. Від маленької дівчинки, яку вони зустріли, вони дізналися, що істота, на ім'я Дейзі, боїться їх більше, ніж вони її. Встановивши пристрій стеження, вони разом дівчиною та іншими монстрами п'ють чай.                                                                                                |                    |                   |                 |                      |                         |
| 15 | 2                  | «Те Маеро»        | Джемейн Клемент | Джемейн Клемент      | 3 березня 2021          |
| Ввечері, знайшовши кадри, на яких кемпера викрадає велика волохата істота, поліціянти вишукують його у кущах біля хребта Ремутака. Там вони виявляють, що ця істота — Маеро, велетень з історії маорі, який шукає пару. Маеро помилково приймає Паркера за чоловіка свого виду та потенційну пару. Коли вони дізнаються про долю кемпера, вони намагаються заарештувати Маеро, але гублять її в лісі. |                    |                   |                 |                      |                         |
| 16 | 3                  | «Фабрика страху»  | Джемейн Клемент | Пол Йейтс            | 10 березня 2021         |
| Під час нічного патрулювання Міноуг і О'Лірі стикаються з кількома людьми, які страждають від своїх страхів, які стали реальністю, наприклад, акули. Під час розслідування вони виявляють, що ці люди відвідали магазин, відомий як «Фабрика страху», власником якого є перевертень, який харчується страхами та фобіями людей. Офіцери приводять його на допит, але йому вдається втекти, спроєктувавши різні страхи офіцерів. За допомогою Паркера, Міноуг і О'Лірі заганяють перевертня на Фабриці страху, позбавляючи його здатності міняти форму. |                    |                   |                 |                      |                         |
| 17 | 4                  | «Сімка привидів»  | Тім Ван Даммен  | Корі Гонсалес-Макуер | 17 березня 2021         |
| Міноуг і О'Лірі розслідують справу про групу примарних уболівальників регбі, одягнених як «Де Воллі?», які викрадали пішоходів і блювали. Констеблям вдалося затримати двох примарних фігур, але вони втекли. Під час протистояння з ними у фургоні, Міноуга викрадають привиди, якими є уболівальники регбі, які загинули в автомобільній аварії у 2001 році. Разом з Паркером О'Лірі відвідує старого друга примарних вболівальників регбі, який може переконати їх, що вони померли. Після повернення Міноуга, привиди відступають. |                    |                   |                 |                      |                         |
| 18 | 5                  | «Месники»         | Тім Ван Даммен  | Аманда Елісон        | 24 березня 2021         |
| Під час дорожньо-транспортної пригоди в передмісті Міноуг і О'Лірі реагують на падіння метеорита, через який деякі місцеві жителі отримали надздібності. Ці мешканці, полінезійський джентльмен, який вміє стріляти електрикою, дівчина-кішка та молода дівчина, формують сусідську варту під назвою «Месники», які здійснюють правосуддя над банківськими грабіжниками, художників графіті та чоловіка, який не прибирає за собакою. Міноуг і О'Лірі протистоять Месникам за допомогою людини, що бризкає водою, і Паркера, який набув магнетичних здібностей. Зіткнення між полінезійцем, що керує електрикою, і людиною, що бризкає водою, викликає вибухову реакцію, яка змушує мутантів втрачати свої надздібності. |                    |                   |                 |                      |                         |
| 19 | 6                  | «Фатберг»         | Джемейн Клемент | Мелані Брейсуелл     | 31 березня 2021         |
| Констеблі Міноуг і О'Лірі розслідують повідомлення про те, що розумний жирберг пожирає людей і домашніх тварин. Після втечі з жирберга, вони рятують людину, яку сутність засмоктала в каналізацію. Продовжуючи своє полювання, вони стикаються з істотою під каналізацією Веллінгтона. О'Лірі втікає від поглинання, але одного з операторів пожирають. Тим часом сержант Маака та констебль Паркер дізнаються, що вогонь смертельний для жирберга. Жирберг атакує магазин риби в Веллінгтоні, пожираючи відвідувачів. Поліціянтами вдається підірвати жирберг, звільнивши при цьому людей, яких поглинула сутність. |                    |                   |                 |                      |                         |

### Сезон 4 (2022)
| № серії (загалом) | № серії (в сезоні) | Назва серії       | Режисер(и)      | Сценарист(и)                          | Оригінальна дата показу |
| --- | ------------------ | ----------------- | --------------- | ------------------------------------- | ----------------------- |
| 20 | 1                  | «Жінка-птах»      | Тім ван Даммен  | Мелані Брейсуелл                      | 16 лютого 2022          |
| Міноуг і О'Лірі спостерігають за Курангайтуку, жінкою-птахом з історії маорі, яка крала предмети та нападала на людей. Загін паранормальних явищ заручається допомогою орнітолога Беверлі, яку викрадає жінка-пташка. Тим часом констебль Паркер відпускає домашнього хвилястого папугу свого дядька, намагаючись з’ясувати поведінку жінки-птаха. Однак хвилястий папужка гине, коли влітає у віяло. Загін протистоїть на Бруклінській вітряній турбіні Курангайтуку, яка намагається нагодувати орнітологогом своїх пташенят. О'Лірі вдається розрядити ситуацію, переконавши жінку-птаха оселитися в екозаповіднику Зеландія. Однак жінка-птах з'їдає Беверлі і годує нею своїх пташенят. |                    |                   |                 |                                       |                         |
| 21 | 2                  | «Зла людина»      | Джекі Ван Бік   | Розі Хауеллс                          | 23 лютого 2022          |
| Міноуг і О'Лірі розслідують зникнення дівчини-підлітка на ім'я Софі Вілкс, члена релігійної громади Горнвейл. Жителі острова Салес — культ, що поклоняється Рогатому Богу і очолюється матріархом Авалоном; Міноуг і О'Лірі дозволений вхід до спільноти лише тому, що вони (за стандартами культу) незаймані. Під час перегляду вступного відео Міноуг загіпнотизований. Проводячи розслідування, поліціянти дізнаються, що культ має намір принести в жертву незайманих поліціянтів, щоб дати своїм членам вічне життя. Міноуг схопили, але О'Лірі вдається втекти та хамаскуватися під члена культу. Вони дізнаються, що Софі не зникла і що Авалон інсценував її зникнення, щоб заманити їх сюди. Перш ніж культ може принести Міноуг в жертву Рогатому Богу, Міноуг відкриває, що насправді він Діва, а не незайманий, і культ зупиняється сержантом Маакою та підкріпленням.                                   |                    |                   |                 |                                       |                         |
| 22 | 3                  | «Охолодження»     | Джемейн Клемент | Рейбон Кан                            | 2 березня 2022          |
| Під час доповіді про вербування в середній школі Міноуг і О'Лірі конфіскують синю шкіряну куртку в учня-задираки. Обох приваблює ця куртка, яа робить власника крутим, але конфліктним і непокірним. Міноуг і О'Лірі сваряться через куртку в поліцейській дільниці. Сержант Маака та Паркер виявляють, що піджак належав «Скандально відомому Роланду», танцюристу, який жив у 1980-х роках. Синій піджак переносить Міноуг і О'Лірі в магазин секонд-хенду, де вони стикаються з парою золотих атласних штанів, що належать супернику Роланда Едмонду «Яйцебійнику» Егмонту. Маака переконує двох привидів припинити ворожнечу та звільнити Міноуг і О'Лірі. |                    |                   |                 |                                       |                         |
| 23 | 4                  | «Екіпаж скелетів» | Джекі ван Бік   | Пол Йейтс                             | 9 березня 2022          |
| Встановлюючи нову мережу в поліцейській дільниці Веллінгтона, робітники натрапляють на цвинтар, де знаходяться останки кількох пакеха. Привиди завдають шкоди комп’ютерним системам і обладнанню станції, захоплюючи Мааку, Міноуг, О’Лірі та Паркера всередині поліцейської дільниці. Маака одержимий привидом Джона «Вайті» Вайтмена, гольфіста-вбивці, який убив своїх товаришів по гольфу після того, як не зміг отримати богі у 18-й лунці. Після гри в гольф поліціянтам вдається переконати Уайтмена відпустити Мааку. Мааці вдається переконати привидів повернутися до своїх могил, надавши документ про власність, в якому зазначено, що станція не належить привидам. |                    |                   |                 |                                       |                         |
| 24 | 5                  | «Хто в біса»      | Тім ван Даммен  | Пол Єйтс, Нік Уорд і Мелані Брейсуелл | 16 березня 2022         |
| Під час звичайного нічного патрулювання Міноуг і О'Лірі досліджують низку таємничих проклять, які проявляються в неконтрольованій поведінці, включаючи безголового водія фургона, гітариста важкого металу, який змушений грати, і чоловіка, змушеного триматися за камінь, щоб не зникнути. Вони виявляють, що Сатана дозволив людям продати свої душі в обмін на короткострокові послуги (наприклад, бажання водія доставки схуднути на п’ять фунтів ваги). О'Лірі змушує Сатану зняти прокляття після перемоги в грі Вгадай хто?. Тим часом сержант Маака має справу з полтергейстом. В іншому місці Паркер отримує нового колегу констебля Сейнсбері, який є членом загону озброєних злочинців. Турбуючись про безпеку Сейнсбері, оскільки всі його попередні партнери загинули під час виконання службових обов’язків, вони беруть участь у нічній операції, де Сейнсбері завжди залишається на межі зі смертю. |                    |                   |                 |                                       |                         |
| 25 | 6                  | «Поліціянт часу»  | Тім ван Даммен  | Пол Єйтс, Нік Уорд і Мелані Брейсуелл | 23 березня 2022         |
| Під час звичайного патрулювання Міноуг і О'Лірі стикаються з хробаком часу, який витягує енергію з людей, створюючи червоточини, які сприяють подорожі в часі. Міноуг і О'Лірі подорожують у часі в 1994 рік, де вони зустрічають дев'ятирічного Мааку, який мріє стати поліцейським. Повернувшись у майбутнє, вони виявляють, що відсутність Мааки на посаді начальника поліції (його замінив Паркер) створила антиутопічне майбутнє, де панують зомбі та інші монстри. Зрозумівши, що Маака не міг приєднатися до поліції після їх невчасної зустрічі, задля того, щоб стати «винахідником» спінеру, який йому у минулому подарував Міноуг, Міноуг і О'Лірі повертаються до 1994 року, щоб запобігти зустрічі з Маакою. Перемігши хробака часу, вони підбадьорюють Мааку, який сумнівається щодо своєї поліцейської кар’єри.                                                                                       |                    |                   |                 |                                       |                         |

### Спецвипуски

#### Відео про приймання на роботу в поліцію
| № серії (в сезоні) | Назва серії          | Режисер(и) | Сценарист(и) | Оригінальна дата показу | URL   |
| --- | -------------------- | ---------- | ------------ | ----------------------- | ----- |
| – | «Надзвичайні новини» | –          | –            | 23 жовтня 2018          | [ 8 ] |
| Після того, як старший офіцер оголосив, що поліція шукає нових співробітників, представники громадськості запитують різних поліціянтів, які вимоги потрібні та які можливості є. В одному випадку двоє офіцерів спостерігають за левітацією вівці та припускають, що це може бути пов’язано з НЛО. Потім перехожий запитує їх, чи є у поліції Нової Зеландії відділ паранормальних явищ. Офіцери повертаються, щоб відповісти, показуючи, що це О'Лірі та Міноуг; О'Лірі заперечує існування такого поділу, водночас Міноуг підтверджує, що він існує, а потім швидко виправляє свою відповідь, щоб мати однакові відповіді з О'Лірі. |                      |            |              |                         |       |

#### Поліцейська літня безпека
| № серії (в сезоні) | Назва серії       | Режисер(и)  | Сценарист(и) | Оригінальна дата показу | URL |
| --- | ----------------- | ----------- | ------------ | ----------------------- | --- |
| 1 | «Зомбі»           | Дін Хьюісон | Пол Йейтс    | 4 грудня 2018           |     |
| О'Лірі та Міноуг обговорюють небезпеку непристібання ременів безпеки та намагаються переконати водія-зомбі пристебнутись.                                      |                   |             |              |                         |     |
| 2 | «НЛО»             | Дін Хьюісон | Пол Йейтс    | 12 грудня 2018          |     |
| О'Лірі та Міноуг обговорюють небезпеку відволікання під час водіння, а потім самі відволікаються на НЛО.                                                       |                   |             |              |                         |     |
| 3 | «Демон швидкості» | Дін Хьюісон | Пол Йейтс    | 19 грудня 2018          |     |
| О'Лірі та Міноуг обговорюють небезпеку перевищення швидкості та стикаються з демонічним спідстером.                                                            |                   |             |              |                         |     |
| 4 | «Привид»          | Дін Хьюісон | Пол Йейтс    | 27 грудня 2018          |     |
| О'Лірі та Міноуг обговорюють небезпеку водіння в нетверезому стані з привидом чоловіка, який загинув через те, що він керував автомобілем у нетверезому стані. |                   |             |              |                         |     |

#### Важливі повідомлення про COVID-19 (2020)
| № серії (в сезоні) | Назва серії                      | Режисер(и) | Сценарист(и) | Оригінальна дата показу |
| --- | -------------------------------- | ---------- | ------------ | ----------------------- |
| 1 | «Відстань і ізоляція»            | —          | —            | 26 березня 2020         |
| Поліція Нової Зеландії та «Паранормального Веллінгтона» об’єдналися, щоб надати кілька важливих повідомлень про COVID-19 з домішкою гумору |                                  |            |              |                         |
| 2 | «Розваги вдома»                  | —          | —            | 29 березня 2020         |
| Офіцери розповідають про усе те, про що ви навіть не підозрювали, що можна робити вдома, щоб розважатися. |                                  |            |              |                         |
| 3 | «Догляд за людьми похилого віку» | —          | —            | 29 березня 2020         |
| Настав час перестати використовувати телефон для «розмов» з людьми про проблеми та бути сміливим. Зателефонуйте своїм бабусям і дідусям, літнім сусідам, будь-кому, кому в цей час може бути дуже приємно поговорити з кимось.                                                  |                                  |            |              |                         |
| 4 | «7-денний Twitch»                | —          | —            | 3 квітня 2020           |
| Залишайтеся та працюйте над своїми стосунками. Найголовніше, постарайтеся не зійти з розуму, як Міноуг. |                                  |            |              |                         |
| 5 | «Два метри, будь ласка»          | —          | —            | 3 квітня 2020           |
| Ось двометрова пісня від офіцера О'Лірі. Почуйте це один раз і ніколи не забудете цю та інші поради щодо дотримання правила 2-х метрів. |                                  |            |              |                         |
| 6 | «Кому потрібен Бетмен?»          | —          | —            | 4 квітня 2020           |
| Кому потрібен Бетмен? Новий комісар Ендрю Костер зустрічає офіцера О’Лірі та каже, що має прямий зв’язок із 10 000 Суперменами й Супержінками, які щодня виконують свою роботу, зберігаючи вашу безпеку.                                                                        |                                  |            |              |                         |
| 7 | «ДЕСЯТЬ П'ЯТЬ»                   | —          | —            | 5 квітня 2020           |
| Паранормальне чудовисько в будинку? Закінчилися макарони? О'Лірі пояснює, як вийти в Інтернет, щоб зв'язатися з поліцією. |                                  |            |              |                         |
| 8 | «Омани»                          | —          | —            | 9 квітня 2020           |
| Мати офіцера О'Лірі (вона ж Лінда Топп) чула майже всі помилкові думки про вірус Коруба. |                                  |            |              |                         |
| 9 | «Підлітковий чат»                | —          | —            | 10 квітня 2020          |
| Офіцер О'Лірі має повідомлення для підлітків. Міноуг перекладає все зрозумілою для них мовою. |                                  |            |              |                         |
| 10 | «Паранормальний брифінг»         | —          | —            | 12 квітня 2020          |
| Сержант Маака проводить брифінг підрозділу паранормальних явищ у закритому режимі. Офіцер Паркер і Міноуг приєднуються до О'Лірі, щоб розповісти про надприродний злочин в ізоляції вдома.                                                                                      |                                  |            |              |                         |
| 11 | «Кларк і Нів»                    | —          | —            | 15 квітня 2020          |
| Офіцер О'Лірі розмовляє з Кларком Гейфордом (хлопцем прем'єр-міністра Джасінди Ардерн) про життя вдома з маленькою Нів у карантині. Це непросто бути вдома з дітьми, особливо якщо поруч є Міноуг.                                                                              |                                  |            |              |                         |
| 12 | «Етикет супермаркету»            | —          | —            | 18 квітня 2020          |
| «Я не хочу говорити про твоє божевілля, Міноуг».Якщо ви збираєтеся в супермаркет цими вихідними, поліціянтка О'Лірі дасть кілька порад щодо етикету в супермаркеті, які допоможуть вам убезпечити всіх інших і бути щасливими.                                                  |                                  |            |              |                         |
| 13 | «Безпека велосипеда»             | —          | —            | 19 квітня 2020          |
| Якщо ви збираєтеся кататися на велосипеді, спершу перевірте, чи ваш велосипед справний, одягніть велосипедний шолом і катайтеся. |                                  |            |              |                         |
| 14 | «Привид поліціянта»              | —          | —            | 24 квітня 2020          |
| Якщо ви збираєтеся втекти непомітно, будьте обережні, тут є привид офіцера О’Лірі. Було б просто чудово, якби ви могли просто залишитися вдома і не піддаватися спокусі вийти та зустрітися з друзями чи піти кудись, куди не варто (або ризикувати бути наляканими привидами). |                                  |            |              |                         |
| 15 | «Рівень 3»                       | —          | —            | 29 квітня 2020          |
| Про четвертний рівень локдауну та перехід на третій. |                                  |            |              |                         |
| 16 | «Підсумок»                       | —          | —            | 8 травня 2020           |
| Поліція Нової Зеландії та «Паранормального Веллінгтона» дякують за перегляд і таку підтримку мінісеріалу, який розповідає інформацію та повідомлення, пов’язані з COVID-19. |                                  |            |              |                         |
| 17 | «Зробіть тест»                   | —          | —            | 23 серпня 2020          |
| Офіцер О’Лірі співає надзвичайно заразливу пісню «Go get a test»! Пройдіть тест, якщо він вам потрібен, і одягніть маску, коли вам потрібно. |                                  |            |              |                         |
| 18 | «Був тут раніше»                 | —          | —            | 3 вересня 2020          |
| Сержант Маака звертається до нації, поки Окленд все ще перебуває на 3 рівні локдауну, а решта країни – на 2. |                                  |            |              |                         |
| 19 | «Завантаж застосунок»            | —          | —            | 3 вересня 2020          |
| Якщо офіцери О’Лірі та Міноуг можуть використовувати додаток NZ Covid Tracer, ви також можете! Переконайтеся, що ви завантажуєте правильну програму, щоб використовувати його надзвичайно корисно!                                                                              |                                  |            |              |                         |

## Трансляція
Серіал транслювався на новозеландському TVNZ 2 та в потоковому сервісі TVNZ TVNZ+. У сусідній Австралії серіал доступний на SBS on Demand.
У 2021 році Sky ліцензувала перші три сезони для трансляції на Now (раніше Now TV) і Sky Q через Sky Comedy у Великій Британії. У Сполучених Штатах серіал дебютував на CW 11 липня 2021 року, а всі сезони доступні для трансляції на HBO Max вже з наступного дня після виходу в ефір.
Станом на 10 березня 2023 року серіал також транслювався на фламандському телеканалі Canvas.

## Рецензії
Поява Кларка Гейфорда в короткому відео Паранормального Веллінгтону у квітні 2020 року, яке підбадьорювало людей, які доглядали за маленькими дітьми під час пандемії COVID-19, викликало певну критику через його стосунки з прем'єр-міністром Джасіндою Ардерн. Член парламенту від Національної партії Бретт Хадсон заявив під час засідання Комітету з реагування на епідемію на початку травня 2020 року, що відео може «політизувати» поліцію Нової Зеландії. У відповідь комісар поліції Ендрю Костер захистив участь Гейфорда, бо він був відомою телевізійною особою, яка брала участь у телесеріалі.

## Виноски
1. ↑  When aired on The CW, the title of the episode is "70's Ghost"[13]
2. ↑  When aired on The CW, the title of the episode is "She-Wolf"[14]
3. ↑  When aired on The CW, the title of the episode is "Vampire"[15]
4. ↑  When aired on The CW, the title of the episode is "Who the Hell?"[18]
5. ↑  When aired on The CW, the title of the episode is "Time Cop: Not The Jean-Claude Van Damme One"[19]